# Cambron
Cambron ist eine nordfranzösische Gemeinde mit 751 Einwohnern (Stand 1. Januar 2022) im Département Somme in der Region Hauts-de-France. Die Gemeinde liegt im Arrondissement Abbeville, in der Communauté d’agglomération de la Baie de Somme und im Kanton Abbeville-2.

## Geographie
Cambron liegt unmittelbar westlich anschließend an Abbeville an der früheren Route nationale 25 und erstreckt sich im Norden bis zum Canal Maritime d’Abbeville à Saint-Valery, dem kanalisierten Westteil der Somme. Yonval im Süden wurde zum 1. Januar 1986 als selbstständige Gemeinde abgetrennt. Das Gemeindegebiet liegt im Regionalen Naturpark Baie de Somme Picardie Maritime. In Cambron liegt eine Anschlussstelle der Autoroute A28.
| 1962 | 1968 | 1975 | 1982 | 1990 | 1999 | 2006 | 2018 |
| ---- | ---- | ---- | ---- | ---- | ---- | ---- | ---- |
| 918  | 898  | 876  | 833  | 630  | 710  | 717  | 723  |

## Sehenswürdigkeiten

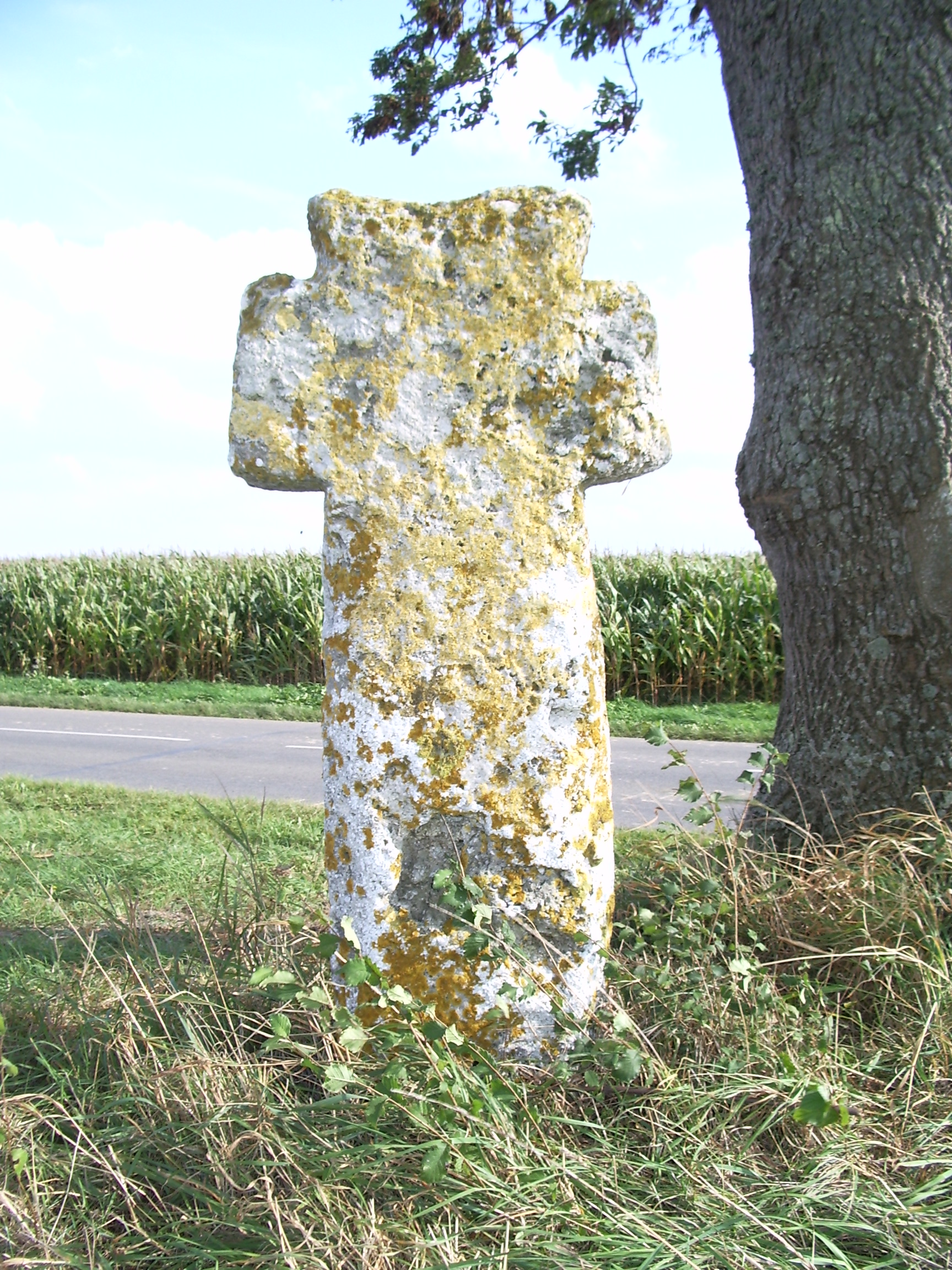
Tuffsteinkreuz

- Kirche Saint-Martin
- Tuffsteinkreuz „croix qui corne“